# Мельниково (Новосибирская область)
Мельниково — исчезнувшая деревня в Венгеровском районе Новосибирской области России. На момент упразднения входила в состав Сибирцевского 1-го сельсовета. Исключена из учётных данных в 1975 году.

## География
Располагалась на крайнем юго-западе района у озера Большой Кошкуль, в 6,5 км к юго-западу от села Сибирцево 1-е.

## История
Деревня была основана в 1895 году. В 1928 году деревня Мельникова состояла из 68 хозяйств. В административном отношении входила в состав Кузнецовского сельсовета Спасского района Барабинского округа Сибирского края. В деревне располагался маслозавод.
До 1950 года в составе Вознесенского сельсовета.
Решением Новосибирского облисполкома от 12.08.1975 г. № 567а деревня исключена из учётных данных.

## Население
По переписи 1926 г. в деревне проживало 368 человек (187 мужчин и 181 женщина), основное население — русские.